# Oxiracétam
L'oxiracétam est un médicament de la famille des racétams ayant des propriétés stimulantes et nootropes.
Il pénètre la barrière hémato-encéphalique avec des concentrations cérébrales atteignant 5,3 % de celles du sang (mesurées une heure après une seule dose intraveineuse de 2000 mg).

## Maladie d'Alzheimer et autres démences
L'oxiracétam est visiblement aussi efficace que d'autres médicaments tels que les anticholinestérasiques pour réduire les symptômes de la maladie d'Alzheimer légère à modérée, mais sans créer de problèmes cardiaques ou intestinaux par exemple,,,. D'autres études suggèrent qu'il est inefficace .